# Retour au paradis (film, 1953)
Pour les articles homonymes, voir Retour au paradis.
Pour plus de détails, voir Fiche technique et Distribution.
Retour au Paradis (titre original : Return to Paradise) est un film américain en technicolor réalisé par Mark Robson et sorti en 1953.

## Synopsis
À Matareva dans les îles Samoa, Rori, l'instituteur se souvient de son enfance. À cette époque, l'île était dirigée d'une main de fer par le pasteur Thomas Cobbett, qui imposait ses règles strictes (aller à l'église deux fois par jour, respecter le couvre-feu...) avec l'aide de gardes. Un jour, à peu près dix ans avant la guerre, Cobbett était en train de punir Maeva, une jeune femme, pour avoir enfreint le couvre-feu, lorsqu'il a été interrompu par l'arrivée par bateau d'un Américain, nommé Morgan. Cet américain va refuser de repartir et Rori, alors âgé de neuf ans, l'invite dans sa famille. Il lui raconte alors que le père de Cobbett, un homme bon, a fondé l'église sur cette île et que le gouvernement local lui a délégué ses pouvoirs. À la mort de son père, Cobbett a repris le poste mais en modifiant les règles de vie. 
Les jours suivants, Morgan va refuser de se plier aux injonctions de Cobbett et venger Maeva, qui a été battue pour l'avoir aidé. Les villageois vont prendre fait et cause pour lui et se rebeller contre Cobbett et ses gardes. Ils font quitter l'île aux gardes mais acceptent que Cobbett reste comme pasteur et instituteur. Plus tard, Cobbett pousse Morgan à épouser Maeva, qui vit désormais avec lui, mais même lorsqu'il apprend que Maeva est enceinte, Morgan refuse. Maeva souffre beaucoup lors de l'accouchement et, lorsqu'elle meurt, Morgan, désespéré, quitte l'île en laissant sa fille Turia aux parents de Rori. 
Plus tard, Rori part faire ses études à Upolu. Il y retrouve par hasard Morgan dans un café, mais ce dernier ne veut pas entendre parler de sa fille. Rori retourne sur l'île pour y devenir instituteur. Peu après, Morgan retourne à Matareva pour y apporter des marchandises, l'île ayant souffert à cause du déclenchement de la guerre. Il y est accueilli par les villageois, mais aussi par Cobbett, et sa fille le suit partout. Lorsqu'un avion cargo de l'U.S. Air Force se trouve en difficulté aux environs, Morgan met en place avec les villageois une piste d'atterrissage de fortune. L'équipage est pris en charge par le village en attendant que la Navy les récupère. Lorsque Morgan apprend que le Lieutenant Harry Faber cherche à séduire sa fille, il se met en colère et oblige Faber et ses hommes à quitter l'île sur son propre bateau. Les villageois disent adieu à Morgan et aux aviateurs lorsqu'ils embarquent, mais au dernier moment Morgan change d'avis et reste sur l'île avec sa fille.

## Fiche technique
- Titre original : Return to Paradise
- Titre français : Retour au Paradis
- Réalisation : Mark Robson
- Scénario : Charles Kaufman, d'après la nouvelle Mr. Morgan de James A. Michener
- Photographie : Winton C. Hoch
- Son : Harry Smith
- Montage : Daniel Mandell
- Musique : Dimitri Tiomkin
- Production : Mark Robson, Theron Warth, Robert Wise
- Production associée : Harry Lenart
- Société de production : Aspen Productions
- Société de distribution : United Artists
- Pays d'origine :  États-Unis
- Langue originale : anglais
- Format : couleur (Technicolor) — 35 mm — 1,37:1 — son Mono (Western Electric Recording)
- Genre : drame
- Durée : 100 minutes
- Dates de sortie : 
  - États-Unis : 10 juillet 1953
  - France : 29 janvier 1954

## Distribution
- Gary Cooper (VF : Jean Martinelli) : Morgan
- Barry Jones (VF : Jacques Berlioz) : Thomas Cobbett
- Roberta Haynes (VF : Lily Baron) : Maeva
- Moira Walker : Turia
- John Hudson (VF : Roland Ménard) : Harry Faber
- Le Mamea Matatumua Ata (en) (VF : Jean Gournac) : Tonga, le père de Rori
- Hans Kruse : Rori, à 21 ans
- Terry Dunleavy : Mac
- Howard Paulsen : Russ
- Donald Ashford : Cutler
- Henrietta Godinet (VF : Cécile Didier) : Povana, la mère de Rori
- Herbert Ah Sue : Kura
- Felice Va'a : Rori, à 9 ans

## Chansons du film
- "Return To Paradise" : lyrics de Ned Washington, musique de Dimitri Tiomkin, interprétée par Kitty White (VF : Claire Leclerc)